# Khướu đuôi đỏ
Trochalopteron milnei là một loài chim trong họ Leiothrichidae.